# Bourgneuf (Savoia)
Bourgneuf è un comune francese di 646 abitanti situato nel dipartimento della Savoia della regione dell'Alvernia-Rodano-Alpi.

## Società

### Evoluzione demografica
Abitanti censiti